# William Levy
William Levy (Havanna, 1980. augusztus 29. –) kubai-amerikai színész, egykori modell.

## Élete és pályafutása
William a legidősebb gyermek volt a családban, négy testvére van. 15 évesen – mostohaapja engedélyével – elhagyta Kubát. Floridába utazott, hogy a Barbara Goleman Senior High középiskola tanulója legyen, és folytassa gyerekkori szenvedélyét, a baseballt. A Business Administration-ön tanult, sportösztöndíj segítségével. Két év múlva abbahagyta az iskolát, és beiratkozott egy Los Angeles-i színiiskolába. A szakmát később Mexikóvárosban folytatta, majd szerződött a CEA-hoz és a Televisia-hoz. Részt vett két valóságshow-ban is. Érdekesség, hogy egy főszerepért közel 2 millió dollárt kap.
2009-ben őt kérték meg, hogy szinkronizálja az 51-es bolygó főhősének (Chuck) latin-spanyol hangját.
2005 óta színházi szerepei is vannak a telenovellák mellett. Több amerikai nagyvárosban és Közép-Amerika nagyvárosaiban is fellép társulatával. 2010-ben megkapta a Bravo-díjat Mexikóban a „Legjobb férfi főszereplő” kategóriában.
2011-ben Jennifer Lopez és menedzsmentje felkérte, hogy Lopez I'm Into You dalának klipjében játssza el az énekesnő szerelmét.

## Magánélete
Korábban Elizabeth Gutierrez élettársa volt, akit egy valóságshow forgatásán ismert meg. 2011 májusában Elizabeth elhatározására véget ért kapcsolatuk, a nőtől egy fia (Christopher Alexander) és egy lánya (Kailey Alexandra) született. 2011. november 4-én újra összejöttek, és azóta párkapcsolatban élnek. Gutierrez támogatja Williamet a Dancing with the Stars műsorban is.
2010. augusztus 17-én vádat emeltek ellene, mert egy 17 éves lány feljelentette erőszakos közösülés és erőszakoskodás vádjával. A lány azt állította, a színész többször orális szexre kényszerítette a Los Angeles-i Hilton Hotelben és meg is gyalázta. A lány és édesanyja 2,5 millió dollárra perelte be, de vádalkut ajánlottak fel, miszerint 500 ezer dollár ellenében elállnak a feljelentéstől. Ebbe nem ment bele, és Levy visszaperelte őket. Levynek nem ez az első ilyen pere, korábban egy prostituált rágalmazta azzal, hogy orális kielégítést kért tőle egy miami szállodában. Erről képek is készültek, de Levy fizetett a hallgatásért.
Tagja több jótékonysági szervezetnek is Mexikóban. Küzd a gyerekek alultápláltsága ellen. Kedvenc hobbija a baseball, a kosárlabda és a horgászat.

## Filmográfia

### Film
| Év   | Magyar cím                | Eredeti cím                      | Szerep                          | Magyar hang  |
| ---- | ------------------------- | -------------------------------- | ------------------------------- | ------------ |
| 2008 |                           | Retazos de Vida                  | Thiago                          |              |
| 2009 | 51-es bolygó              | Planet 51                        | Charles Baker kapitány (hangja) |              |
| 2014 | Facér mamik klubja        | The Single Moms Club             | Manny                           | Posta Victor |
| 2014 |                           | Addicted                         | Quinton Canosa                  |              |
| 2016 |                           | Term Life                        | Alejandro                       |              |
| 2016 | A Kaptár – Utolsó fejezet | Resident Evil: The Final Chapter | Christian                       | Papp Dániel  |
| 2017 |                           | A Change of Heart                | Carlos                          |              |
| 2017 | A lepel                   | The Veil                         | harcos                          |              |
| 2017 | Csajtúra                  | Girls Trip                       | önmaga (cameo)                  |              |
| 2017 |                           | Cinderelo                        | Brando                          |              |
| 2018 |                           | El fantasma de mi novia          | Chepa                           |              |
| 2019 |                           | En Brazos de un Asesino          | Victor Faust                    |              |
| 2021 | Ahol az ízek összeérnek   | South Beach Love                 | Tony Sanchez                    | Posta Victor |

### Televízió
| Év        | Magyar cím                    | Eredeti cím             | Szerep                                 | Magyar hang  |
| --------- | ----------------------------- | ----------------------- | -------------------------------------- | ------------ |
| 2006      | Sosem feledlek                | Olvidarte jamás         | Germán Torres                          | Posta Victor |
| 2006–2007 | Sarokba szorítva              | Accoralada              | Larry Irázabal                         | Posta Victor |
| 2008–2009 | Árva angyal                   | Cuidado con el ángel    | Juan Miguel San Roman                  | Posta Victor |
| 2009      | Kettős játszma                | Sortilegio              | Alejandro Lombardo                     | Posta Victor |
| 2010–2011 | Marichuy – A szerelem diadala | Triunfo del Amor        | Maximiliano “Juan Miguel” Sandoval     | Posta Victor |
| 2013      | A vihar                       | La tempestad            | Damián Fabré                           | Posta Victor |
| 2021      | A szerelem aromája            | Café con aroma de mujer | Sebastián Vallejo                      | Posta Victor |
| 2023      | Montecristo bosszúja          | Montecristo             | Edmundo Dantés / Alejandro Montecristo | Posta Victor |
| 2023      |                               | Vuelve a mí             | Santiago Zepeda                        |              |